# La città del re lebbroso
La città del re lebbroso è un romanzo di Emilio Salgari, pubblicato nel 1904 a Genova da Donath.

## Trama
Lakon-tay, valente ex generale dell'esercito siamese, è l'importante ministro a cui è affidata la cura degli elefanti bianchi, ospitati nel palazzo reale a Bangkok e venerati come simbolo della protezione divina. Gli animali muoiono misteriosamente; in realtà si tratta di un complotto: sono stati avvelenati dall'avventuriero Kopom che trama insieme al malvagio ministro Mien-Ming allo scopo di far cadere in disgrazia Lakon-tay, il quale aveva rifiutato a quest'ultimo la mano della sua bella figlia Len-Pra.
Lakon-tay, caduto in disgrazia e disprezzato da tutta la popolazione per non essere stato in grado di proteggere gli elefanti, tenta di suicidarsi con l'oppio, ma viene salvato dal vicino di casa Roberto, un dottore italiano che si è stabilito a Bangkok; questo episodio segna l'inizio dell'amicizia tra Roberto e Lakon-tay. Per riabilitarsi agli occhi del re, Lakon-tay è costretto a mettersi in viaggio verso Angkor Thom, capitale dell'impero Khmer abbandonata da secoli, alla ricerca dell'uncino utilizzato per condurre l'elefante in cui si era incarnato Buddha (nel libro chiamato Sommona Kodom, secondo la tradizione siamese). La tradizione infatti vuole che il ritrovamento dell'uncino propizierà sicuramente la cattura di elefanti bianchi per il palazzo del re.
Il viaggio è movimentato dai tranelli e dagli agguati organizzati da Mien-Ming ma le avventure si concludono con il ritrovamento del pungolo utilizzato per l'elefante di Sommona Kodom e l'uccisione di Mien-Ming. Lakon-tay viene riabilitato dal re e Roberto sposa Len-Pra. Alcune settimane dopo viene catturato un elefante bianco.

## Edizioni
Fonte: Catalogo del Servizio Bibliotecario Nazionale.
- Emilio Salgari, La città del re lebbroso: avventure, 20 illustrazioni di Gennaro D'Amato, Genova, Dontah, 1904,  p. 366.
- Emilio Salgari, La città del re lebbroso, 20 illustrazioni di Gennaro D'Amato, Milano, Vallardi, 1923,  p. 277.
- Emilio Salgari, La città del re lebbroso: avventure, 20 illustrazioni di Gennaro D'Amato, Milano, Vallardi, 1928,  p. 277.
- Emilio Salgari, La città del re lebbroso: avventure, 20 illustrazioni di Gennaro D'Amato, Milano, Vallardi, 1947,  p. 277.
- Emilio Salgari, La città del re lebbroso: romanzo d'avventure, illustrazioni fuori testo di Luigi Togliatto, Torino, Viglongo e C., 1956,  p. 261.
- Emilio Salgari, La città del re lebbroso, illustrazioni fuori testo di Giuseppe Garibaldi Bruno, Milano, Fabbri, 1970,  p. 318.
- Emilio Salgari, La città del re lebbroso, illustrazioni di Gennaro D'Amato, Milano, Fabbri, 2003,  p. 249.
- Emilio Salgari, La città del re lebbroso, prodotto in Braille, Cagliari, Coop. sociale "A prima vista", 2002.